# フランキー・ミラー
フランシス・ジョン・ミラー（Francis John Miller／Frankie Miller 1949年11月2日－）は、イギリス・スコットランド出身のシンガーソングライター。オーティス・レディングの再来とも言われるハスキーヴォイスを活かした歌唱力と、幅広い音楽性を持つ作曲能力で、主に1970年代を中心に活躍した。日本ではロバート・パーマー、ジェス・ローデンと並び「英国ブルー・アイド・ソウル御三家」と称されることが多く、声質についてロッド・スチュワートと対比されることもある。

## 略歴

### 青年期
グラスゴーに生まれた彼は、姉の影響でロックンロールに親しんだのち、R&Bやソウル・ミュージックに傾倒していく。15歳で学校をドロップアウトしたミラーは地元のバンドから音楽活動をスタートさせ、1969年に参加したストイックス（Stoics）なるバンドでドイツへの公演ツアーを経験し、翌年にはクリサリス・レコードとの契約に漕ぎ着けたが、まもなくバンドは解散に追い込まれる。その後1972年に再びクリサリスとソロ契約を結ぶまでの間、プロコル・ハルムに在籍していたギタリストのロビン・トロワーを中心にしたバンド、ジュード（Jude）に参加するも、レコーディング前に空中分解するなど、紆余曲折が続く。そんな中、自身の音楽性と近いブリンズリー・シュウォーツやエッグズ・オーヴァー・イージーなどのバンドに知己を得、それらと共演する機会の多かったミラーは、図らずもパブロックのアーティストとしての特徴を身に付けていく。

### 音楽活動
1973年、アルバム『ワンス・イン・ア・ブルー・ムーン』（Once In A Blue Moon）でデビュー。ブリンズリー・シュウォーツがバックの演奏でサポートし、このアルバムは高い評価を受ける。1974年のセカンド・アルバム『ハイ・ライフ』（High Life）ではアメリカのニューオリンズに渡り、アラン・トゥーサンをプロデューサーに迎えて録音を行い、ルーツ志向であることをアピールし、早くもパブロックの枠を超えた存在と認識されるようになる。その傾向を掘り下げた一方でフリーのメンバーとの交流の影響が色濃く出た『ザ・ロック』（The Rock／1975年）を、自身初のバンド編成スタイルで発表したのちに英国に戻ったミラーは、それ以前のマイペースな作風を一変させ、幾分マーケットを意識した『フル・ハウス』（Full House／1977年）を発表。シングル「ビー・グッド・トゥ・ユアセルフ」（Be Good to Yourself／全英27位）や「ドゥードゥル・ソング」（The Doodle Song／全米71位）がヒットし、狙いは的中する。

### ヒットを巡る挫折
このヒットに気をよくしたクリサリスは、次作『ダブル・トラブル』（Double Trouble／1978年）でミラーをロック・アーティストとして大々的に売り出すことを考える。エアロスミスのスティーヴン・タイラーがゲスト参加したこのアルバムのプロモーションは期待した効果に結びつかなかったものの、そのサポートメンバーを率いて翌1979年に売り出された『フォーリング・イン・ラヴ』（Falling In Love／米国では『A Perfect Fit』と改題）は大きな商業的成功を収める。そのセールスを牽引したシングル「ダーリン」（Darlin'／全英6位）や、後に多くのアーティストのカバーされた「遠く離れても」（When I'm Away From You／全英42位）は彼の代表曲となったが、同時に、通好みの音楽性を評価していた長年のファンが離れる結果にもなった。1980年の『イージー・マネ－』（Easy Money）からヒットが出なかったことを理由にクリサリスからの契約を切られたミラーは、この音楽的ジレンマから解放される。

### 病魔
1994年4月25日、ニューヨークで脳溢血に倒れる。かねてから親交の深いジョー・ウォルシュの誘いでイーグルスのコンサートを鑑賞した晩の出来事であった。5ヶ月間の昏睡状態の末、奇跡的に意識を取り戻し、その後はジュールズ・ホランドの紹介でDrake Music Projectの支援の下、手足の麻痺のほか言語障害の後遺症を克服するリハビリテーションのほか、作曲などの音楽活動に打ち込んでいる。
病魔に倒れたという悲劇が、彼の支援を目的としたチャリティ・コンサートに数多くの著名ミュージシャンの参加を促し、それが返ってミラーの再評価に繋がったことは特筆すべきであろう。

## ディスコグラフィ

### スタジオ・アルバム
- 『ワンス・イン・ア・ブルー・ムーン』 - Once in a Blue Moon (1973年)
- 『ハイ・ライフ』 - High Life (1974年)
- 『ザ・ロック』 - The Rock (1975年)
- 『フル・ハウス』 - Full House (1977年)
- 『ダブル・トラブル』 - Double Trouble (1978年)
- 『フォーリング・イン・ラヴ』 - Falling in Love (1979年) ※米国盤タイトル『A Perfect Fit』
- 『イージー・マネー』 - Easy Money (1980年)
- 『スタンディング・オン・ジ・エッジ』 - Standing on the Edge (1982年)
- 『ダンシング・イン・ザ・レイン』 - Dancing in the Rain (1985年)

以下の2枚のアルバムは、これまで未発表のスタジオ・マテリアルや、ミラーが1994年に脳溢血で倒れる前に録音されたボーカルからなる: 
- 『ロング・ウェイ・ホーム』 - Long Way Home (2006年)
- Frankie Miller's Double Take (2016年)

### ライブ・アルバム
- 『ライヴ・イン・コンサート』 - BBC Radio 1 Live in Concert (1994年)

### コンピレーション・アルバム
- The Very Best of Frankie Miller (1994年)
- Frankie Miller That's Who (2011年) ※ボックス・セット